# Liste der Top-3-Platzierungen in den deutschen Single-Jahrescharts

Label zu Die Gitarre und das Meer, der ersten Jahres-Nummer-eins-Single 1959.

Die Liste der Top-3-Platzierungen in den deutschen Single-Jahrescharts ist eine Übersicht von Liedern, die sich auf den ersten drei Plätzen der offiziellen Jahrescharts für Singles in Deutschland platzieren konnten.

## Hinweise zur Interpretation der aufgeführten Statistiken
Die hier dargestellte Auswertung bietet eine Übersicht von Liedern, die sich in den Top 3 der deutschen Single-Jahrescharts platzieren konnten. Der Artikel bezieht sich dabei auf die Jahreshitparaden der Bundesrepublik Deutschland ab 1959. Neben den Interpreten und Liedtiteln finden sich darüber hinaus – soweit vorhanden – auch Informationen zu den Herkunftsländern der Interpreten sowie Angaben zu den Autoren (Musik/Text) und Musikproduzenten.
Die Jahreshitparade beruhte zu Beginn auf Händlerbefragungen und Musikbox-Kontrollen, es zählte also neben dem Schallplattenverkauf auch, wie oft ein Titel in den Musikboxen ausgewählt wurde. In den 1990er-Jahren erfolgte zunächst die Änderung auf eine verkaufsorientierte Rangliste. Seit 2007 werden in Deutschland „Werte-Charts“ ermittelt. Das bedeutet, dass nicht mehr die verkaufte Stückzahl entscheidend ist, sondern der damit erzielte Umsatz.

## Problematik
Die hier aufgeführten Statistiken beginnen im Jahr 1959, dem Jahr, in dem der Musikmarkt für die Publikation der deutschen Singlecharts zuständig wurde und erstmals am 20. Dezember 1959 eine Jahreshitparade veröffentlichte. Es gibt verschiedene Quellen, unter anderem von Günter Ehnert und Wolfgang Gröhl, die teilweise bis ins Jahr 1930 die „Hits des Jahres“ ausgewertet haben, jedoch weichen diese Daten untereinander ab und stammen von keinem offiziellen Chartermittler.
Als Mitte der 1960er-Jahre die Beatles und Rolling Stones für die erste „Absatzkrise“ deutscher Musik sorgten, nutzte die heimische Plattenindustrie die Hitparade als „Wettbewerbsinstrument“. Durch Bargeld-Bestechung, vorgegebene Fragebögen oder auch Werbeartikel beeinflussten Handelsvertreter die Händlerbefragungen. Hierdurch gerieten die Jahreshitparaden in Verruf. 1977 übernahm Media Control die Auswertung der deutschen Musikcharts, hielt jedoch an der Ermittlung der Jahrescharts fest. In den 1990er-Jahren kam es zu mehreren Prozessen wegen Wettbewerbsverzerrung, daraufhin wurde die Ermittlung auf ein verkaufsorientiertes elektronisches System an den Kassen umgestellt.

## Liste
| Jahr | Platz 1 | Platz 2 | Platz 3 |
| ---- | --- | --- | --- |
| 1959 | Freddy Quinn – Die Gitarre und das Meer A: Lotar Olias, Aldo von Pinelli P: Lotar Olias                                                                                                  | Nilsen Brothers – Tom Dooley A: Josef Ollig, Traditional P: — | Peter Kraus – Sugar Baby A: Fini Busch, Werner Scharfenberger, Aldo von Pinelli P: — |
| 1960 | Rocco Granata – Marina A: Rocco Granata P: — | Jan & Kjeld – Banjo Boy A: Charly Niessen P: — | Freddy Quinn – Unter fremden Sternen A: Lotar Olias, Aldo von Pinelli P: — |
| 1961 | Ralf Bendix & Klein-Elisabeth – Babysitter-Boogie A: Johnny Parker, Joachim Relin P: Hans Bertram                                                                                        | Billy Vaughn & His Orchestra – Wheels A: Norman Petty P: — | Gus Backus – Da sprach der alte Häuptling A: Werner Scharfenberger, Peter Wehle P: Gerhard Mendelson                                                                                                |
| 1962 | Bob Moore und sein Orchester – Mexico A: Boudleaux Bryant P: Fred Foster | Pat Boone – Speedy Gonzales A: David Hess, Buddy Kaye, Ethel Lee P: Randy Wood | Mina – Heißer Sand A: Kurt Feltz, Werner Scharfenberger P: — |
| 1963 | Freddy Quinn – Junge, komm bald wieder A: Lotar Olias, Walter Rothenburg P: Lotar Olias                                                                                                  | Manuela – Schuld war nur der Bossa Nova A: Georg Buschor, Barry Mann, Cynthia Weil P: Christian Bruhn, Peter Meisel | Billy Mo – Ich kauf’ mir lieber einen Tirolerhut A: Charly Niessen, Franz Rüger P: Wolf Kabitzky |
| 1964 | Siw Malmkvist – Liebeskummer lohnt sich nicht A: Georg Buschor, Christian Bruhn P: — | Bernd Spier – Das kannst du mir nicht verbieten A: Hans Bradtke, Jon Samwell, Jean Slater P: Hans Bradtke | Ronny – Oh, My Darling Caroline A: Hans Hee, Wolfgang Roloff, Traditional P: Wolfgang Roloff |
| 1965 | Nini Rosso – Il Silenzio (Abschiedsmelodie) A: Willy Brezza, Nini Rosso P: Y. Honda, J. Uchino                                                                                           | Petula Clark – Downtown A: Tony Hatch P: Tony Hatch | Bernd Spier – Das war mein schönster Tanz A: Kurt Hertha, James Smith P: Hans Bertram |
| 1966 | Frank Sinatra – Strangers in the Night A: Bert Kaempfert, Charles Singleton, Eddie Snyder P: Jimmy Bowen                                                                                 | Freddy Quinn – Hundert Mann und ein Befehl A: Ernst Bader, Robin Moore, Barry Sadler P: — | Nancy Sinatra – These Boots Are Made for Walkin’ A: Lee Hazlewood P: Lee Hazlewood |
| 1967 | Maurice Jarre Orchester – Schiwago-Melodie (Lara’s Theme) A: Maurice Jarre P: Maurice Jarre                                                                                              | Sandie Shaw – Puppet on a String A: Phil Coulter, Bill Martin P: Christopher Andrews, Kenny Woodman | Roy Black – Frag nur dein Herz A: Elisabeth Bertram, Werner Twardy P: Hans Bertram |
| 1968 | Heintje – Mama A: Bruno Balz, Cesare Bixio, Bruno Cherubini P: Addy Kleyngeld | Heintje – Du sollst nicht weinen A: Hans Hee, Wolfgang Roloff, Albert Schwarzmann P: Addy Kleyngeld | Tom Jones – Delilah A: Barry Mason, Les Reed P: Peter Sullivan |
| 1969 | Barry Ryan – Eloise A: Paul Sapherson P: Bill Landis | Edwin Hawkins Singers – Oh Happy Day A: Edwin Hawkins, Traditional P: LaMont Bench | Sir Douglas Quintet – Mendocino A: Douglas Sahm P: Huey Meaux, Douglas Sahm |
| 1970 | Simon & Garfunkel – El condor pasa (If I Could) A: Daniel Robles, Paul Simon, Traditional P: Art Garfunkel, Roy Halee, Paul Simon                                                        | Peter Maffay – Du A: Michael Kunze, Peter Orloff P: Michael Kunze, Peter Orloff | Soulful Dynamics – Mademoiselle Ninette A: Herbert Hildebrandt-Winhauer P: Rolf Baierle |
| 1971 | Danyel Gérard – Butterfly A: Jean Frankfurter, Danyel Gérard P: Hervé Roy, Claude Vallois                                                                                                | Middle of the Road – Chirpy Chirpy Cheep Cheep A: Giuseppe Cassia, Harold Stott P: Italo Greco, Giacomo Tosti | Creedence Clearwater Revival – Hey Tonight A: John Fogerty P: John Fogerty |
| 1972 | Tony Marshall – Komm gib mir deine Hand A: Horst Nußbaum P: Horst Nußbaum | The Cats – One Way Wind A: Arnold Mühren P: Klaas Leijen | Middle of the Road – Sacramento (A Wonderful Town) A: Giosafatte Capuano, Mario Capuano, Giovanni Sposato, Harold Stott P: Giacomo Tosti                                                            |
| 1973 | Demis Roussos – Goodbye, My Love, Goodbye A: Leo Leandros, Klaus Munro P: Leo Leandros                                                                                                   | Gilbert O’Sullivan – Get Down A: Gilbert O’Sullivan P: Gordon Mills | Kincade – Dreams Are Ten a Penny (Jenny Jenny) A: John Carter, Gillian Shakespeare P: John Carter                                                                                                   |
| 1974 | The Rubettes – Sugar Baby Love A: Wayne Bickerton, Tony Waddington P: Wayne Bickerton | Dan the Banjo Man – Dan the Banjo Man A: Phil Cordell P: Phil Cordell | Vicky Leandros – Theo, wir fahr’n nach Lodz A: Fritz Löhner-Beda, Leo Leandros, Klaus Munro, Artur Werau P: Leo Leandros                                                                            |
| 1975 | George Baker Selection – Paloma Blanca A: Hans Bouwens P: Hans Bouwens | Udo Jürgens – Griechischer Wein A: Udo Jürgens, Michael Kunze P: Ralph Siegel | The Sweet – Fox on the Run A: Brian Connolly, Steve Priest, Andy Scott, Mick Tucker P: Mike Chapman                                                                                                 |
| 1976 | Peter Alexander – Die kleine Kneipe A: Pierre Kartner, Michael Kunze P: Ralph Siegel | Pussycat – Mississippi A: Werner Theunissen P: Eddy Hilberts | Nico Haak – Schmidtchen Schleicher A: Jan Eland, Nico Haak, Karl Klatte, Peter Koelewijn P: Peter Koelewijn                                                                                         |
| 1977 | Julie Covington – Don’t Cry for Me Argentina A: Tim Rice, Andrew Lloyd Webber P: David Land, Tim Rice, Andrew Lloyd Webber                                                               | Boney M. – Ma Baker A: Frank Farian, Fred Jay, Günter Reyam P: Frank Farian | Baccara – Yes Sir, I Can Boogie A: Frank Dostal, Rolf Soja P: Rolf Soja |
| 1978 | Vader Abraham – Das Lied der Schlümpfe A: Frank Dostal, Pierre Kartner P: Heinz Masch | Boney M. – Rivers of Babylon A: Brent Dowe, Frank Farian, Trevor McNaughton, George Reyam P: Frank Farian | Wings – Mull of Kintyre A: Denny Laine, Paul McCartney P: Paul McCartney |
| 1979 | Peter Maffay – So bist du A: Peter Maffay, Bernd Meinunger P: Peter Maffay, Peter Wagner                                                                                                 | Patrick Hernandez – Born to Be Alive A: Patrick Hernandez P: Jean Vanloo | Village People – Y.M.C.A. A: Henri Belolo, Jacques Morali, Victor Willis P: Henri Belolo, Jacques Morali                                                                                            |
| 1980 | Goombay Dance Band – Sun of Jamaica A: Wolfgang Jass, Ekkehard Stein P: Ernest Clinton, Jochen Petersen                                                                                  | Pink Floyd – Another Brick in the Wall, Pt. 2 A: Roger Waters P: Bob Ezrin, David Gilmour, Roger Waters | Ottawan – D.I.S.C.O. A: Jean Joseph Kluger, Daniel Vangarde P: Daniel Vangarde |
| 1981 | Electronica’s – Dance Little Bird A: Johnny Hoes, Louis van Rijmenant, Werner Thomas P: —                                                                                                | Stars on 45 – Stars on 45 A: Jeff Barry, Martin Duiser, Jaap Eggermont, Robbie van Leeuwen, John Lennon, Paul McCartney, Andrew Youakim P: Jaap Eggermont | Kim Wilde – Kids in America A: Marty Wilde, Ricky Wilde P: Ricky Wilde |
| 1982 | OMD – Maid of Orleans (The Waltz Joan of Arc) A: Andy McCluskey P: Martin Cooper, Malcolm Holmes, Paul Humphreys, Richard Manwaring, Andy McCluskey                                      | Spider Murphy Gang – Skandal im Sperrbezirk A: Günther Sigl P: Michael Busse, Barny Murphy, Günther Sigl, Harald Steinhauer, Franz Trojan | Al Bano & Romina Power – Felicità A: Dario Farina, Cristiano Minellono, Gino de Stefani P: Dario Farina                                                                                             |
| 1983 | Peter Schilling – Major Tom (völlig losgelöst) A: Pierre Schilling P: Armin Sabol, Pierre Schilling                                                                                      | Nena – 99 Luftballons A: Uwe Fahrenkrog-Petersen, Carlo Karges P: Reinhold Heil, Manfred Praeker | Mike Oldfield feat. Maggie Reilly – Moonlight Shadow A: Mike Oldfield P: Mike Oldfield, Simon Phillips                                                                                              |
| 1984 | Laura Branigan – Self Control A: Giancarlo Bigazzi, Steve Piccolo, Raffaele Riefoli P: Robbie Buchanan, Horst Nußbaum                                                                    | Nino de Angelo – Jenseits von Eden A: Christopher Evans, Kurt Gebegern, Joachim Horn-Bernges P: Joachim Horn-Bernges, Elmar Kast | Frankie Goes to Hollywood – Relax A: Peter Gill, William Johnson, Mark O’Toole P: Trevor Horn |
| 1985 | Opus – Live Is Life A: Günter Grasmuck, Peter Gruber, Ewald Pfleger, Kurt Plisnier, Herwig Rüdisser P: Peter Müller                                                                      | Modern Talking – You’re My Heart, You’re My Soul A: Dieter Bohlen P: Dieter Bohlen | Paul Hardcastle – 19 A: William Coutourie, Paul Hardcastle, Jonas McCord, Mike Oldfield P: Paul Hardcastle                                                                                          |
| 1986 | Falco – Jeanny, Part I A: Ferdinand Bolland, Robert Bolland, Johann Hölzl P: Ferdinand Bolland, Robert Bolland                                                                           | Chris Norman – Midnight Lady A: Dieter Bohlen P: Dieter Bohlen | Level 42 – Lessons in Love A: Wally Badarou, Rowland Gould, Mark King P: Wally Badarou, Phil Gould, Rowland Gould, Mark King, Mike Lindup, Krys Mach, Annie McCaig                                  |
| 1987 | Desireless – Voyage, voyage A: Dominique Dubois, Jean-Michel Rivat P: Jean-Michel Rivat                                                                                                  | Madonna – La Isla Bonita A: Madonna Ciccone, Bruce Gaitsch, Patrick Leonard P: Stephen Bray, Madonna Ciccone, Patrick Leonard | Pet Shop Boys – It’s a Sin A: Chris Lowe, Neil Tennant P: Julian Mendelsohn |
| 1988 | Milli Vanilli – Girl You Know It’s True A: Kayode Adeyemo, Rodney Hollaman, Kevin Liles, William Pettaway Jr., Sean Spencer P: Frank Farian                                              | Ofra Haza – Im Nin’alu A: Shalom Shabazi, Traditional P: Bezalel Aloni, Izhar Ashdot | O. K. – Okay! A: Marcus Gabler P: Westside |
| 1989 | David Hasselhoff – Looking for Freedom A: Gary Cowtan, Horst Nußbaum P: Horst Nußbaum | Mysterious Art – Das Omen (Teil 1) A: Michael Krautter, Mike Staab, Tillmann Uhrmacher P: Mike Staab | Robin Beck – First Time A: Tom Anthony, Terry Boyle, Gavin Spencer P: Tom Anthony, Gavin Spencer |
| 1990 | Matthias Reim – Verdammt, ich lieb’ Dich A: Bernd Dietrich, Matthias Reim P: Bernd Dietrich, Matthias Reim                                                                               | Sinéad O’Connor – Nothing Compares 2 U A: Prince P: Nellee Hooper, Sinéad O’Connor | Phil Collins – Another Day in Paradise A: Phil Collins P: Phil Collins, Hugh Padgham |
| 1991 | Scorpions – Wind of Change A: Klaus Meine P: Francis Buchholz, Matthias Jabs, Klaus Meine, Keith Olsen, Herman Rarebell, Rudolf Schenker                                                 | Bryan Adams – (Everything I Do) I Do It for You A: Bryan Adams, Michael Kamen, Robert Lange P: Robert Lange | Enigma – Sadeness (Part I) A: Michael Cretu, David Fairstein, Frank Peterson P: Michael Cretu |
| 1992 | Snap! – Rhythm Is a Dancer A: Luca Anzilotti, Thea Austin, Durron Butler, Michael Münzing P: Luca Anzilotti, Michael Münzing                                                             | Dr. Alban – It’s My Life A: Alban Nwapa, Dag Volle P: Dag Volle | U 96 – Das Boot A: Klaus Doldinger P: Alex Christensen, Ingo Hauss, Helmut Hoinkis, Hayo Lewerentz                                                                                                  |
| 1993 | Ace of Base – All That She Wants A: Jenny Berggren, Jonas Berggren, Malin Berggren, Ulf Ekberg P: Jonas Berggren, Ulf Ekberg, Dag Volle                                                  | Haddaway – What Is Love A: Karin Hartmann-Eisenblätter, Tony Hendrik P: Karin Hartmann-Eisenblätter, Tony Hendrik | 4 Non Blondes – What’s Up? A: Linda Perry P: David Tickle |
| 1994 | Mariah Carey – Without You A: Thomas Evans, Peter Ham P: Walter Afanasieff, Mariah Carey                                                                                                 | All-4-One – I Swear A: Gary Baker, Frank Myers P: David Foster | Bruce Springsteen – Streets of Philadelphia A: Bruce Springsteen P: Chuck Plotkin, Bruce Springsteen                                                                                                |
| 1995 | Vangelis – Conquest of Paradise A: Evangelos Papathanassiou P: Evangelos Papathanassiou                                                                                                  | Coolio feat. L. V. – Gangsta’s Paradise A: Artis Ivey Jr., Douglas Rasheed, Larry Sanders, Stevie Wonder P: Dough Rasheed | Rednex – Wish You Were Here A: Teijo Leskelä P: Martin Sandberg, Dag Volle |
| 1996 | Fugees – Killing Me Softly (with His Song) A: Charles Fox, Norman Gimbel P: Lauryn Hill, Wyclef Jean                                                                                     | Robert Miles – Children A: Roberto Concina P: Roberto Concina | Los del Río – Macarena (Bayside Boys Mix) A: Antonio Monge, Rafael Perdigones P: Mike Triay, Carlos de Yarza                                                                                        |
| 1997 | Sarah Brightman & Andrea Bocelli – Time to Say Goodbye (Con te partiró) A: Lucio Quarantotto, Francesco Sartori P: Frank Peterson                                                        | Puff Daddy feat. Faith Evans & 112 – I’ll Be Missing You A: Faith Evans, Todd Gaither, Gordon Sumner P: Sean Combs, Steven Jordan | Elton John – Something About the Way You Look Tonight / Candle in the Wind ’97 A: Elton John, Bernie Taupin P: Angus Dudgeon                                                                        |
| 1998 | Céline Dion – My Heart Will Go On A: James Horner, Will Jennings P: Walter Afanasieff, James Horner                                                                                      | Oli.P – Flugzeuge im Bauch A: Herbert Grönemeyer P: Florian Fackler, Marco Spürgin | Die Ärzte – Ein Schwein namens Männer A: Farin Urlaub P: Bela B, Rodrigo González, Uwe Hoffmann, Farin Urlaub                                                                                       |
| 1999 | Lou Bega – Mambo No. 5 (A Little Bit Of …) A: Lou Bega, Christian Pletschacher, Pérez Prado P: Achim Kleist, Wolfgang von Webenau                                                        | Eiffel 65 – Blue (Da Ba Dee) A: Massimo Gabutti, Maurizio Lobina, Gianfranco Randone P: Massimo Gabutti, Luciano Zucchet | Britney Spears – … Baby One More Time A: Martin Sandberg P: Martin Sandberg, Rami Yacoub |
| 2000 | Anton feat. DJ Ötzi – Anton aus Tirol A: Ingrid Musenbichler, Manfred Padinger, Walter Schachner, Friedrich Schicho P: Klaus Biedermann, Claus Marcus, Christian Seitz                   | Rednex – The Spirit of the Hawk A: Axel Breitung, Graham Compton, David Cameron-Pryde, Mark Stagg P: Graham Compton, David Cameron-Pryde, Mark Stagg | ATC – Around the World (La La La La La) A: Alex Christensen, Peter Könemann, Aleksej Potekhin, Sergej Zhukov P: Alex Christensen                                                                    |
| 2001 | No Angels – Daylight in Your Eyes A: Anthony Bruno, Tommy Byrnes, Paul Mihalitsianos P: Thorsten Brötzmann                                                                               | Enya – Only Time A: Eith Ní-Bhraonáin, Roma Ryan P: Nicholas Ryan | Safri Duo – Played-A-Live (The Bongo Song) A: Morten Friis, Michael Parsberg, Uffe Savery P: Morten Friis, Michael Parsberg, Uffe Savery                                                            |
| 2002 | Las Ketchup – The Ketchup Song (Aserejé) A: Francisco Ruiz Gomez P: Francisco Ruiz Gomez                                                                                                 | Shakira – Whenever, Wherever A: Gloria Estefan, Shakira Mebarak, Timothy Mitchell P: Shakira Mebarak | Herbert Grönemeyer – Mensch A: Herbert Grönemeyer P: Herbert Grönemeyer, Alex Silva |
| 2003 | DSDS-Allstars – We Have a Dream A: Dieter Bohlen P: Dieter Bohlen | Alexander – Take Me Tonight A: Dieter Bohlen P: Dieter Bohlen | Yvonne Catterfeld – Für dich A: Dieter Bohlen, Lucas Hilbert, Klaus Hirschburger P: Dieter Bohlen                                                                                                   |
| 2004 | O-Zone – Dragostea din tei A: Dan Bălan P: Dan Bălan | De Randfichten – Lebt denn dr alte Holzmichl noch? A: Michael Rostig, Thomas Unger, Traditional P: Hermann Weindorf | Usher feat. Ludacris & Lil Jon – Yeah! A: Christopher Bridges, Sean Garrett, LaMarquis Jefferson, Robert McDowell, James Phillips, Jonathan Smith, Patrick Smith P: Jonathan Smith                  |
| 2005 | Schnappi, das kleine Krokodil – Schnappi A: Rosita Blissenbach, Iris Gruttmann P: Iris Gruttmann                                                                                         | Tokio Hotel – Durch den Monsun A: Patrick Benzner, Peter Hoffmann, David Jost, Bill Kaulitz, Dave Roth P: Patrick Benzner, Peter Hoffmann, David Jost, Dave Roth | Akon – Lonely A: Gene Allen, Bobby Vinton P: Aliaune Thiam |
| 2006 | Bob Sinclar feat. Gary Pine – Love Generation A: Christophe Le Friant, Duane Harden, Gary Pine, Jean-Guy Schreiner, Alain Wisniak P: Christophe Le Friant                                | Texas Lightning – No No Never A: Jane Comerford P: Stephan Gade | Shakira feat. Wyclef Jean – Hips Don’t Lie A: Omar Alfanno, Luis Diaz, Jerry Duplessis, Wyclef Jean, Shakira Mebarak, LaTavia Parker P: Jerry Duplessis, Wyclef Jean, Shakira Mebarak               |
| 2007 | DJ Ötzi & Nik P. – Ein Stern (… der deinen Namen trägt) A: Nikolaus Presnik P: Ivo Mohring, Tantris                                                                                      | Nelly Furtado – All Good Things (Come to an End) A: Nelly Furtado, Floyd Hills, Chris Martin, Timothy Mosley P: Floyd Hills, Timothy Mosley | Nelly Furtado – Say It Right A: Nelly Furtado, Floyd Hills, Timothy Mosley P: Floyd Hills, Timothy Mosley                                                                                           |
| 2008 | Timbaland presents OneRepublic – Apologize A: Ryan Tedder P: Ryan Tedder, Greg Wells | Leona Lewis – Bleeding Love A: Jesse McCartney, Ryan Tedder P: Ryan Tedder | Kid Rock – All Summer Long A: Edward King, Leroy Marinell, Robert Ritchie, Gary Rossington, Matthew Shafer, Ronnie Van Zant, Robert Wachtel, Warren Zevon P: Robert Ritchie                         |
| 2009 | Lady Gaga – Poker Face A: Stefani Germanotta, Nadir Khayat P: Vincent Herbert, Nadir Khayat                                                                                              | Emilíana Torrini – Jungle Drum A: Daniel Carey, Emilíana Torrini P: Daniel Carey | Milow – Ayo Technology A: Nathaniel Hills, Curtis Jackson, Timothy Mosley, Justin Timberlake P: Jo Francken                                                                                         |
| 2010 | Israel Kamakawiwoʻole – Somewhere over the Rainbow / What a Wonderful World A: Harold Arlen, George Douglas, Edgar Harburg, George Weiss P: Israel Kamakawiwoʻole, Jon de Mello          | Shakira feat. Freshlyground – Waka Waka (This Time for Africa) A: Simon Attwell, Peter Cohen, Eugene Doo Belley, Neil Hawks, John Hill, Emile Kojidie, Zolani Mahola, Shakira Mebarak, Seredeal Scheepers, Julio Sigauque, Kyla-Rose Smith, Jean Zé Bella P: John Hill, Shakira Mebarak | Lena Meyer-Landrut – Satellite A: Julie Frost, John Gordon P: André Buchmann, John Gordon, Ingo Politz, Bernd Wendlandt                                                                             |
| 2011 | Jennifer Lopez feat. Pitbull – On the Floor A: Gonzalo Gonzáles, Ulises Gonzáles, Bilal Hajji, Kinda Hamid, Achraf Jannusi, Nadir Khayat, Armando Perez, Geraldo Sandell P: Nadir Khayat | Alexandra Stan – Mr. Saxobeat A: Andrei Nemirschi, Vasile Prodan P: Vasile Prodan | Bruno Mars – Grenade A: Christopher Brown, Peter Hernandez, Claude Kelly, Philip Lawrence II, Ari Levine, Andrew Wyatt P: Peter Hernandez, Philip Lawrence II, Ari Levine                           |
| 2012 | Michel Teló – Ai Se Eu Te Pego! A: Sharon Arcoverde, Antonio Cerqueira, Aline Da Fonseca, Amanda Teixeira, Karine Vinagre P: Dudu Borges                                                 | Die Toten Hosen – Tage wie diese A: Andreas Frege, Andreas von Holst, Birgit Minichmayr P: Michael Breitkopf, Andreas Frege, Andreas von Holst, Andreas Meurer, Stephen George Ritchie, Vincent Sorg                                                                                    | Lykke Li – I Follow Rivers A: Rick Nowels, Björn Yttling, Lykke Li Zachrisson P: Björn Yttling |
| 2013 | Avicii feat. Aloe Blacc – Wake Me Up A: Aloe Blacc, Tim Bergling, Michael Einziger P: Tim Bergling, Ash Pournouri                                                                        | Robin Thicke feat. T.I. + Pharrell – Blurred Lines A: Marvin Gaye, Clifford Harris, Robin Thicke, Pharrell Williams P: Pharrell Williams | Will.i.am & Britney Spears – Scream & Shout A: William Adams, Tula Contostavlos, Jean-Baptiste Kouame, Jef Martens P: William Adams, Jef Martens                                                    |
| 2014 | Helene Fischer – Atemlos durch die Nacht A: Kristina Bach P: Jean Frankfurter | Pharrell Williams – Happy A: Pharrell Williams P: Pharrell Williams | Mr. Probz / Robin Schulz – Waves (Robin Schulz Remix) A: Dennis Stehr P: Dennis Stehr |
| 2015 | Omi / Felix Jaehn – Cheerleader (Felix Jaehn Remix) A: Mark Bradford, Clifton Dillon, Ryan Dillon, Sly Dunbar, Omar Pasley P: Clifton Dillon, Omar Pasley                                | Lost Frequencies – Are You with Me A: Tommy Lee James, Shane McAnally, Terry McBride P: Felix De Laet | Felix Jaehn feat. Jasmine Thompson – Ain’t Nobody (Loves Me Better) A: David Wolinski P: Felix Jaehn                                                                                                |
| 2016 | Alan Walker & Iselin Solheim – Faded A: Jesper Borgen, Anders Frøen, Gunnar Pettersen, Alan Walker P: Jesper Borgen, Anders Frøen, Alan Walker                                           | Stereoact feat. Kerstin Ott – Die immer lacht A: Kerstin Ott P: Rico Einenkel, Sebastian Seidel | Sia feat. Sean Paul – Cheap Thrills A: Sia Furler, Greg Kurstin, Sean Paul Henriques P: Greg Kurstin                                                                                                |
| 2017 | Ed Sheeran – Shape of You A: Kevin Briggs, Kandi Burruss, Tameka Cottle, Steve Mac, Johnny McDaid, Ed Sheeran P: Steve Mac                                                               | Luis Fonsi feat. Daddy Yankee – Despacito A: Ramón Ayala, Erika Ender, Luis Rodríguez P: Mauricio Rengifo, Andrés Torres | The Chainsmokers & Coldplay – Something Just Like This A: Guy Berryman, Jonny Buckland, Will Champion, Chris Martin, Andrew Taggert P: Alexander Pall, Andrew Taggert                               |
| 2018 | Dynoro & Gigi D’Agostino – In My Mind A: Luigino Di Agostino, Aden Forte, Ivan Gough, Georgina Kingsley, Diego Leoni, Carlo Montagner, Paolo Sandrini, Joshua Soon P: Edvinas Pechovskis | Ed Sheeran – Perfect A: Ed Sheeran P: Will Hicks, Ed Sheeran | Bausa – Was du Liebe nennst A: David Kraft, Jonas Lang, Julian Otto, Joachim Piehl, Tim Wilke, Martin Willumeit P: David Kraft, Jonas Lang, Julian Otto, Joachim Piehl, Tim Wilke, Martin Willumeit |
| 2019 | Lil Nas X – Old Town Road A: Montero Hill, Trent Reznor, Atticus Ross, Kiowa Roukema P: Trent Reznor, Atticus Ross, Kiowa Roukema                                                        | Tones and I – Dance Monkey A: Toni Watson P: Konstantin Kersting | Apache 207 – Roller A: Jennifer Allendörfer, Luís-Florentino Cruz, Volkan Yaman P: Jennifer Allendörfer, Luís-Florentino Cruz                                                                       |
| 2020 | The Weeknd – Blinding Lights A: Ahmad Balshe, Oscar Holter, Jason Quenneville, Martin Sandberg, Abel Tesfaye P: Oscar Holter, Martin Sandberg, Abel Tesfaye                              | Tones and I – Dance Monkey A: Toni Watson P: Konstantin Kersting | Apache 207 – Roller A: Jennifer Allendörfer, Luís-Florentino Cruz, Volkan Yaman P: Jennifer Allendörfer, Luís-Florentino Cruz                                                                       |
| 2021 | Nathan Evans – Wellerman A: Nathan Evans, Alex Oriet, David Phelan, Traditional P: Alex Oriet, David Phelan                                                                              | Ed Sheeran – Bad Habits A: Fred Gibson, Johnny McDaid, Ed Sheeran P: Fred Gibson, Johnny McDaid, Ed Sheeran | Tiësto – The Business A: James Bell, Julia Karlsson, Anton Rundberg, Tijs Verwest P: Anton Rundberg, Tijs Verwest                                                                                   |
| 2022 | DJ Robin & Schürze – Layla A: Dennis Geist, Robin Leutner, Michael Müller, Thomas Wendt P: Matthias Distel, Dennis Geist, Dominik de Leon, Thomas Wendt                                  | Glass Animals – Heat Waves A: Dave Bayley P: Dave Bayley | Luciano – Beautiful Girl A: Gennaro Frenken, Patrick Großmann, Dennis Opoku P: Gennaro Frenken, Dennis Opoku                                                                                        |
| 2023 | Udo Lindenberg & Apache 207 – Komet A: Christopher Brenner, Udo Lindenberg, Lennard Oestmann, Aris Pehlivanian, Marco Tscheschlok, Volkan Yaman P: Lennard Oestmann, Aris Pehlivanian    | Miley Cyrus – Flowers A: Miley Cyrus, Gregory Hein, Michael Pollack P: Kid Harpoon, Tyler Johnson | Ayliva feat. Mero – Sie weiß A: Elif Akar, Mehmet Eroglu, Samuele Frijo, Kai Kotucz, Enes Meral, Thomas Riese P: Mehmet Eroglu, Samuele Frijo, Kai Kotucz, Thomas Riese                             |
| 2024 | Artemas – I Like the Way You Kiss Me A: Toby Daintree, Artemas Diamandis, Jesse Fink, Kevin White P: Toby Daintree, Kevin White                                                          | Ayliva feat. Apache 207 – Wunder A: Elif Akar, Berken Dogan, Oliver Melchers, Thomas Riese, Volkan Yaman P: Berken Dogan, Oliver Melchers, Thomas Riese | Benson Boone – Beautiful Things A: Evan Blair, Benson Boone, Jack LaFrantz P: Evan Blair |

## Ranglisten
Die folgenden Statistiken bieten eine Übersicht der Interpreten, Autoren und Musikproduzenten, die sich mehrfach in den Top 3 der deutschen Single-Jahrescharts platzieren konnten.

### Interpretationen

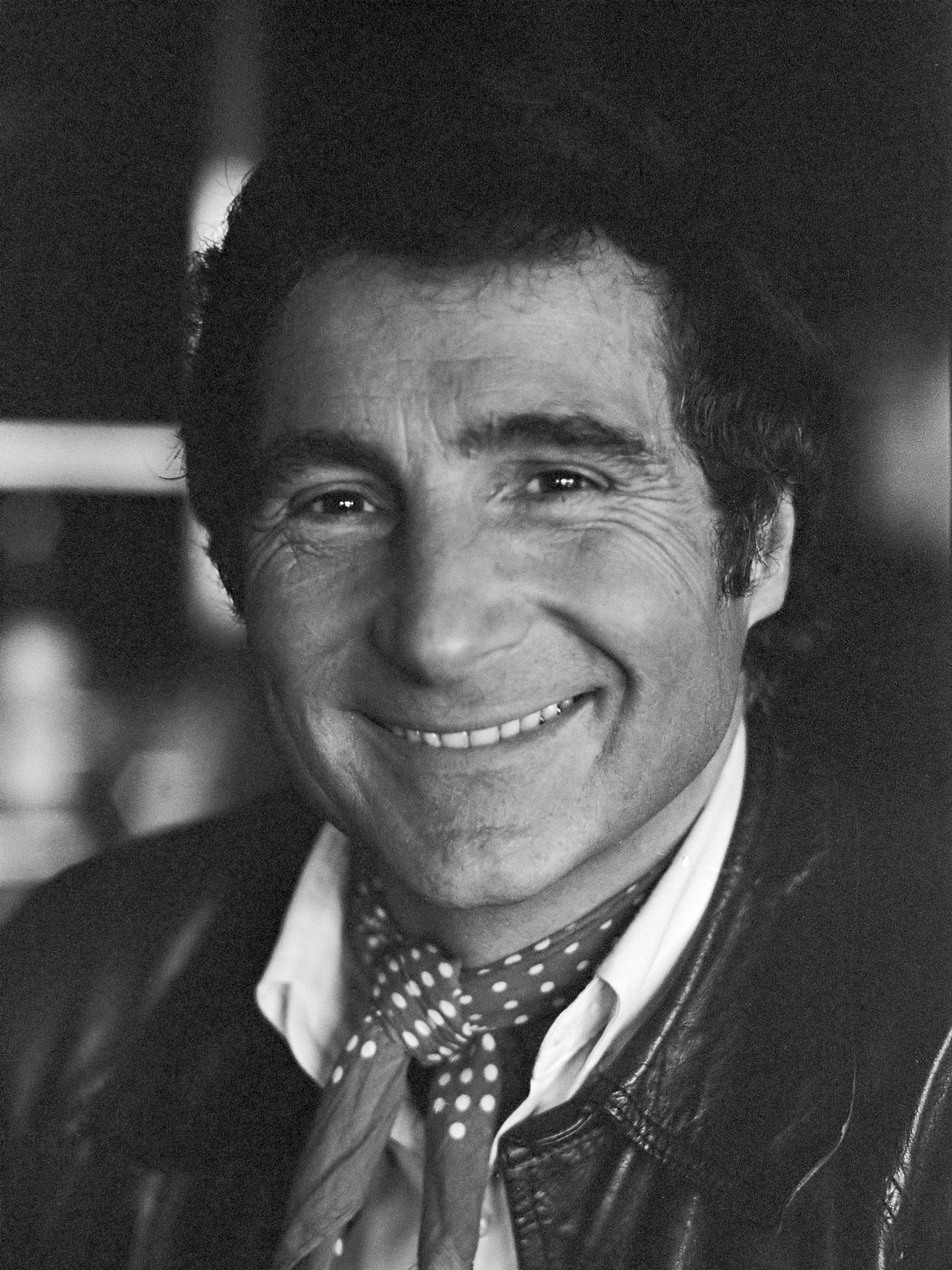
Freddy Quinn (1977)

| Interpret         | #1 | #2 | #3 | Gesamt |
| ----------------- | -- | -- | -- | ------ |
| Freddy Quinn      | 2  | 1  | 1  | 4      |
| DJ Ötzi           | 2  | 0  | 0  | 2      |
| Ed Sheeran        | 1  | 2  | 0  | 3      |
| Apache 207        | 1  | 1  | 2  | 4      |
| Heintje           | 1  | 1  | 0  | 2      |
| Peter Maffay      | 1  | 1  | 0  | 2      |
| Felix Jaehn       | 1  | 0  | 1  | 2      |
| Shakira           | 0  | 2  | 1  | 3      |
| Tones and I       | 0  | 2  | 0  | 2      |
| Pharrell Williams | 0  | 2  | 0  | 2      |
| Ayliva            | 0  | 1  | 1  | 2      |
| Nelly Furtado     | 0  | 1  | 1  | 2      |
| Rednex            | 0  | 1  | 1  | 2      |
| Bernd Spier       | 0  | 1  | 1  | 2      |
| Britney Spears    | 0  | 0  | 2  | 2      |

### Autoren
| Autor                        | #1 | #2 | #3 | Gesamt |
| ---------------------------- | -- | -- | -- | ------ |
| Lotar Olias                  | 2  | 0  | 1  | 3      |
| Pierre Kartner               | 2  | 0  | 0  | 2      |
| Nadir Khayat (RedOne)        | 2  | 0  | 0  | 2      |
| Horst Nußbaum (Jack White)   | 2  | 0  | 0  | 2      |
| Dieter Bohlen                | 1  | 3  | 1  | 5      |
| Ed Sheeran                   | 1  | 2  | 0  | 3      |
| Michael Kunze                | 1  | 2  | 0  | 3      |
| Volkan Yaman (Apache 207)    | 1  | 1  | 2  | 4      |
| Georg Buschor                | 1  | 1  | 0  | 2      |
| Frank Dostal                 | 1  | 1  | 0  | 2      |
| Johnny McDaid                | 1  | 1  | 0  | 2      |
| Ryan Tedder                  | 1  | 1  | 0  | 2      |
| Aldo von Pinelli             | 1  | 0  | 2  | 3      |
| Leo Leandros                 | 1  | 0  | 1  | 2      |
| Klaus Munro                  | 1  | 0  | 1  | 2      |
| Martin Sandberg (Max Martin) | 1  | 0  | 1  | 2      |
| Shakira Mebarak (Shakira)    | 0  | 2  | 1  | 3      |
| Frank Farian                 | 0  | 2  | 0  | 2      |
| Toni Watson (Tones and I)    | 0  | 2  | 0  | 2      |
| Pharrell Williams            | 0  | 2  | 0  | 2      |
| Timothy Mosley (Timbaland)   | 0  | 1  | 2  | 3      |
| Elif Akar (Ayliva)           | 0  | 1  | 1  | 2      |
| Nelly Furtado                | 0  | 1  | 1  | 2      |
| Herbert Grönemeyer           | 0  | 1  | 1  | 2      |
| Hans Hee                     | 0  | 1  | 1  | 2      |
| Floyd Hills (Danja)          | 0  | 1  | 1  | 2      |
| Paul McCartney               | 0  | 1  | 1  | 2      |
| Charly Niessen               | 0  | 1  | 1  | 2      |
| Thomas Riese                 | 0  | 1  | 1  | 2      |
| Wolfgang Roloff (Ronny)      | 0  | 1  | 1  | 2      |
| Harold Stott                 | 0  | 1  | 1  | 2      |
| Werner Scharfenberger        | 0  | 0  | 3  | 3      |
| Jennifer Allendörfer (Suena) | 0  | 0  | 2  | 2      |
| Luís-Florentino Cruz (Lucry) | 0  | 0  | 2  | 2      |
| Mike Oldfield                | 0  | 0  | 2  | 2      |

### Produzenten
| Produzent                    | #1 | #2 | #3 | Gesamt |
| ---------------------------- | -- | -- | -- | ------ |
| Horst Nußbaum (Jack White)   | 3  | 0  | 0  | 3      |
| Walter Afanasieff            | 2  | 0  | 0  | 2      |
| Nadir Khayat (RedOne)        | 2  | 0  | 0  | 2      |
| Lotar Olias                  | 2  | 0  | 0  | 2      |
| Dieter Bohlen                | 1  | 3  | 1  | 5      |
| Frank Farian                 | 1  | 2  | 0  | 3      |
| Dag Volle (Denniz PoP)       | 1  | 1  | 1  | 3      |
| Addy Kleyngeld               | 1  | 1  | 0  | 2      |
| Ralph Siegel                 | 1  | 1  | 0  | 2      |
| Ryan Tedder                  | 1  | 1  | 0  | 2      |
| Hans Bertram                 | 1  | 0  | 2  | 3      |
| Martin Sandberg (Max Martin) | 1  | 0  | 2  | 3      |
| Wyclef Jean                  | 1  | 0  | 1  | 2      |
| Leo Leandros                 | 1  | 0  | 1  | 2      |
| Shakira Mebarak (Shakira)    | 0  | 2  | 1  | 3      |
| Konstantin Kersting          | 0  | 2  | 0  | 2      |
| Ed Sheeran                   | 0  | 2  | 0  | 2      |
| Pharrell Williams            | 0  | 2  | 0  | 2      |
| Floyd Hills (Danja)          | 0  | 1  | 1  | 2      |
| Timothy Mosley (Timbaland)   | 0  | 1  | 1  | 2      |
| Giacomo Tosti                | 0  | 1  | 1  | 2      |
| Jennifer Allendörfer (Suena) | 0  | 0  | 2  | 2      |
| Alex Christensen             | 0  | 0  | 2  | 2      |
| Luís-Florentino Cruz (Lucry) | 0  | 0  | 2  | 2      |

## Besonderheiten
2 Platzierungen innerhalb der Top 3 im selben Jahr
- 1959:  Aldo von Pinelli (Autor)
- 1968:  Heintje (Interpret)
- 1968:  Addy Kleyngeld (Produzent)
- 2007:   Nelly Furtado (Autorin + Interpretin)
- 2007:  Floyd Hills (Autor + Produzent)
- 2007:  Timothy Mosley (Autor + Produzent)
- 2008:  Ryan Tedder (Autor + Produzent)
- 2015:  Felix Jaehn (Interpret)

3 Platzierungen innerhalb der Top 3 im selben Jahr
- 2003:  Dieter Bohlen (Autor + Produzent)

Lieder, die sich wiederholt in den Top 3 platzieren konnten
- 2019/20:  Apache 207 – Roller
- 2019/20:  Tones and I – Dance Monkey

Weitere Besonderheiten
- In den Jahren 1959, 1960, 1963 und 1964 bestanden die Top 3 ausschließlich aus deutschsprachigen Titeln.
- Zwischen 1972 und 1978 platzierten sich nur europäische Musiker in den Top 3 des Jahrescharts.
- Im Jahr 1994 bestanden die Top 3 lediglich aus Musikern aus den Vereinigten Staaten.
- Im Jahr 2003 platzierten sich nur Musiker aus Deutschland auf den ersten drei Plätzen.